# Célula multinucleada
Células multinucleadas, também conhecidas como células polinucleares, são células eucarióticas que possuem mais de um núcleo, ou seja, múltiplos núcleos compartilham um citoplasma comum. A mitose em células multinucleadas pode ocorrer de maneira coordenada e síncrona, onde todos os núcleos se dividem simultaneamente, ou de forma assíncrona, onde núcleos individuais se dividem independentemente no tempo e no espaço. Certos organismos podem ter um estágio multinuclear em seu ciclo de vida. Por exemplo, os fungos viscosos têm um estágio de vida vegetativo e multinucleado denominado plasmódio.
As células multinucleadas, dependendo do mecanismo pelo qual são formadas, podem ser divididas em "sincícios" (formados por fusão celular) ou "cenócitos" (formados por divisão nuclear não seguida de citocinese).
Algumas bactérias, como Mycoplasma pneumoniae, um patógeno do trato respiratório, podem apresentar filamentos multinucleares como resultado de um atraso entre a replicação do genoma e a divisão celular.

## Terminologia
Alguns biólogos usam o termo "acelular" para se referir a formas celulares multinucleadas (sincípios e plasmódios), de modo a diferenciar os fungos viscosos "acelulares" dos puramente "celulares" (que não formam tais estruturas). Esse uso é incorreto e altamente enganoso para leigos e, portanto, não é recomendado.
Alguns usam o termo "sincício" em um sentido amplo, para significar qualquer tipo de célula multinucleada, enquanto outros diferenciam os termos para cada tipo.